# Tropaeolum kuntzeanum
Tropaeolum kuntzeanum är en krasseväxtart som beskrevs av Franz Georg Philipp Buchenau. Tropaeolum kuntzeanum ingår i släktet krassar, och familjen krasseväxter. Inga underarter finns listade i Catalogue of Life.